# Biomotricitate
Biomotricitatea reprezintă totalitatea actelor motrice efectuate pentru întreținerea relațiilor cu mediul natural sau social, inclusiv prin efectuarea deprinderilor specifice ramurilor sportive. .
Activitatea motrice este definită ca proces al satisfacerii unei necesități sau, din perspectivă acțională, o mulțime de acțiuni, operații, acte sau gesturi orientate în vederea împlinirii unui anumit obiectiv.  Atletismul constituie activitatea care se oglindește cel mai bine biomotricitatea omului, prin capacitatea sa de a alerga, a sării, sau a arunca cu obiecte.

## Calitățile biomotrice în atletism
Calitățile biomotrice se definesc prin talentul cu care sportivii execută anumite exerciții fizice complexe. Talentul este în cea mai mare parte de natură genetică. Forța, viteza și rezistența moștenite joaca un rol important în atingerea nivelurilor de performanță.

## Clasificare
- Viteza
- Forța
- Rezistența
- Îndemânarea

Viteza reprezintă una dintre cele mai importante calități biomotrice necesare în sport, reprezentând capacitatea de a se deplasa sau a se mișca rapid. Se manifestă printr-un raport între spațiu și timp.
Forme de manifestare ale vitezei:
- viteză de reacție,
- viteză de execuție,
- viteză de repetiție,
- viteză de deplasare,
- viteză de opțiune,
- viteză de angrenare.

Forța definește capacitatea omului prin sistemul muscular de a învinge o rezistentă exterioară cu ajutorul halterelor sau a altor aparate de fitnes.
Forme de manifestare ale forței:
- forța statică,
- forța dinamică